# Nepalträdkrypare
Nepalträdkrypare (Certhia nipalensis) är en asiatisk fågel i familjen trädkrypare inom ordningen tättingar.

## Kännetecken

### Utseende
Nepalträdkryparen är en rätt mörk, 14 cm lång trädkrypare med relativt kort och rak näbb. Ett tydligt beigefärgat ögonbrynsstreck ramar in mörka örontäckare. Vidare uppvisar den tydlig kontrast mellan smutsvitt på strupe och bröst samt kanelbrunt på nedre delen av undersidan med varmt roströda flanker. Stjärten är till skillnad från exempelvis himalayaträdkrypare (C. himalayana) ej bandad.

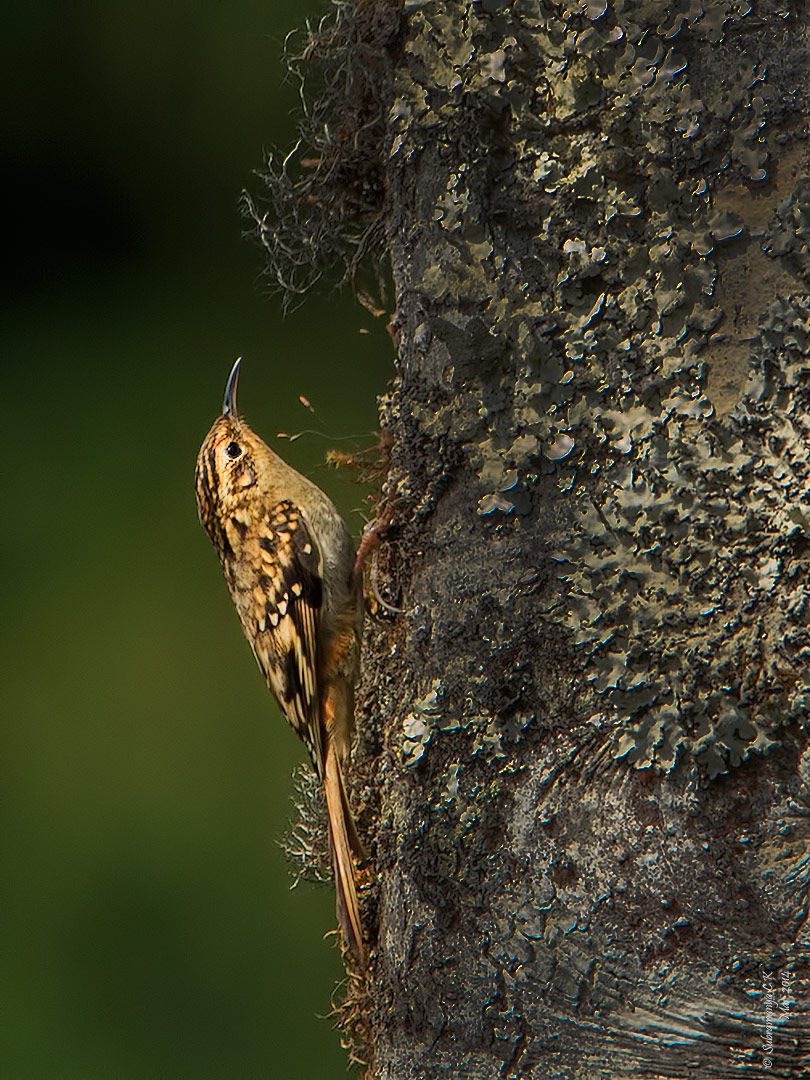
Nepalträdkrypare i Västbengalen, Indien.

### Läten
Nepalträdkryparen är rätt tystlåten, men avger ibland ett tunt "sit" och ett genomträngande "zip". Den korta och ljusa sången inleds med två långsamma toner, för att sedan accelerera och sluta abrupt: "si-si-sit-st't't't't".

## Utbredning och systematik
Nepalträdkryparen förekommer i bergsområden från västra Nepal till nordöstra Myanmar, sydöstra Tibet och sydvästra Kina. Den behandlas som monotypisk, det vill säga att den inte delas in i några underarter. Studier av dess mitokondrie-DNA visar att den troligen är systerart till sichuanträdkryparen (Certhia tianquanensis).

## Levnadssätt
Nepalträdkryparen häckar i städsegrön skog eller blandskog på mellan 2285 och 3050 meters höjd. Den lever av ryggradslösa djur som den födosöker efter på typiskt trädkryparmanér, det vill säga genom att metodiskt klättra uppför stammar och tjockare grenar. I Nepal häckar fågeln mellan april och maj. Arten är höjdledsflyttare som söker sig till lägre regioner vintertid.

## Status och hot
Arten har ett stort utbredningsområde och en stor population, men tros minska i antal till följd av habitatförstörelse och fragmentering, dock inte tillräckligt kraftigt för att den ska betraktas som hotad. Internationella naturvårdsunionen IUCN kategoriserar därför arten som livskraftig (LC). Världspopulationen har inte uppskattats men den beskrivs som ganska vanlig i Himalaya.